# William Thomson
William Thomson bedre kendt som Lord Kelvin (født 26. juni 1824, død 17. december 1907) var en irsk-skotsk fysiker, matematiker og ingeniør.
William Thomson var professor ved Glasgow University i mere end 50 år. Ud over at lægge navn til temperaturskalaen kelvin (K), at udlede værdien for det absolutte nulpunkt og yderligere styrke fysikkens og især thermodynamikkens grundsætninger, var han hovedmanden bag udlægningen af nogle transatlantiske telegrafkabler. 